# ساوثو (كامبريدجشير)
ساوثو (بالإنجليزية: Southoe)‏ هي قرية تقع في المملكة المتحدة في كامبريدجشير.